# Monastère d'Oberzell
Le monastère d'Oberzell est un monastère à Zell am Main en Bavière dans l'évêché de Wurtzbourg. Le monastère est situé sur la rive gauche du Main à environ 6 km de Wurtzbourg.

## Histoire
Le monastère consacré à saint Michel par les prémontrés a été fondé en 1128 par Johannes, un dominicain, et son frère Heinrich à l'initiative de Norbert de Xanten, le fondateur de l'ordre des prémontrés. Après une histoire mouvementée, le monastère sous la direction de l'abbé Oswald Loschert prospère dans la seconde moitié du XVIIIe siècle. Balthasar Neumann, le constructeur célèbre de la Résidence de Würzburg, crée un magnifique édifice baroque. Après la mort de Neumann, sous la direction de son fils Franz Ignaz Michael Neumann, l'escalier est achevé en 1760, mais la construction de l'abbaye s'arrête, l'église reste sans ailes.
Le monastère est dissoute en 1803 dans un mouvement de sécularisation. L'église est déconstruite et la bibliothèque est déplacée à l'université de Wurtzbourg. La propriété de tout le monastère est expropriée : 90 hectares de vignobles, 637 acres de prairies, 22 hectares de jardins, 8 180 hectares de forêt, les fermes et les maisons à Waldbrunn, Moos, Eßfeld et Wurtzbourg. Les meubles sont dispersés, la plupart des tableaux d'Oswald Onghers et même quelques-uns des documents et manuscrits sont perdus.
En 1817, Friedrich Koenig et Andreas Friedrich Bauer créent à l'intérieur un atelier de fabrication de machines à imprimer qui deviendra Koenig & Bauer AG.

## 1901: une congrégation apostolique de franciscaines
Le 2 juillet 1901 la congrégation de l'Enfant Jésus fondé par Antonie Werr et sous la direction de la mère supérieure Philomena Wenninger acquiert le monastère d'Oberzell. La congrégation de l'Enfant Jésus est reliée avec le Tiers-Ordre franciscain.
Le prix d'achat s'élève à 400 000 marks, dont la moitié immédiatement, l'autre doit être versé dans sept ans. La restauration de l'église commence le 27 août 1903 et dès le 28 juillet 1905 elle peut à nouveau accueillir des offices. En 1924, "la maison de la mère", construit par Balthasar Neumann, revient aux "Sœurs de Zell", une congrégation apostolique active de franciscaines.

## Source, notes et références
- (de) Cet article est partiellement ou en totalité issu de l’article de Wikipédia en allemand intitulé « Kloster Oberzell » (voir la liste des auteurs).